# Bogarri
El Bogarri és una muntanya de 1.320 metres que es troba al municipi de la Guingueta d'Àneu, a la comarca del Pallars Sobirà.